# Llista d'eleccions papals

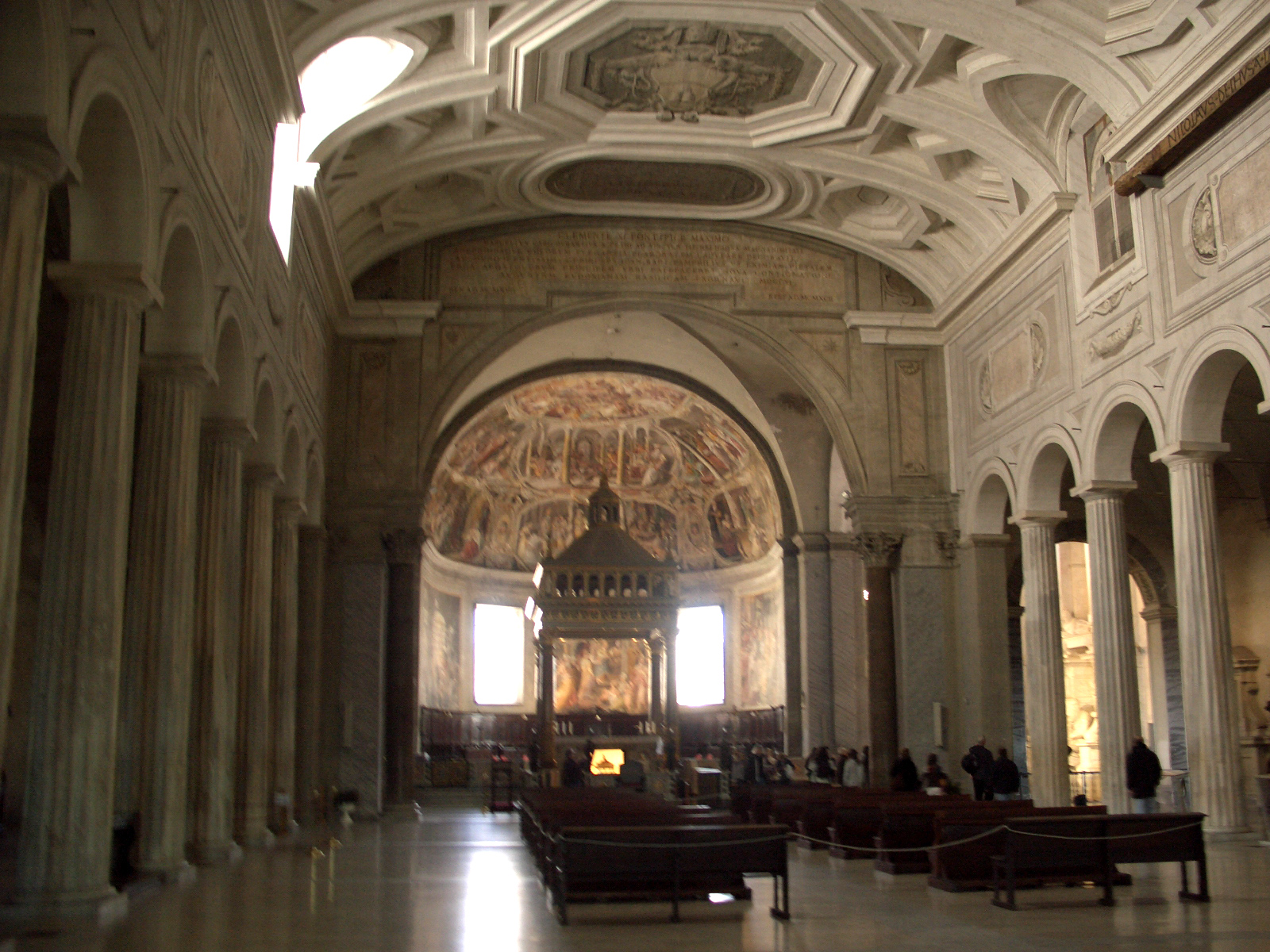
La primera elecció papal seguint In nomine Domini (1059) va tenir lloc a San Pietro in Vincoli abans que a l'Antiga basílica de Sant Pere per l'oposició secular intensa al nou procés de selecció papal.

La llista d'eleccions papals inclou les 110 eleccions papals que han donat com a resultat els papes actualment reconeguts per l'Església catòlica com a legítims.
Fins al 1059 no hi havia un procés fix i sovint hi havia laics que tenien un paper important en l'elecció dels papes; tant era així, que a vegades directament els nomenaven. Des de la promulgació d'In nomine Domini (1059), tanmateix, el sufragi ha estat limitat al Col·legi Cardenalici.
Des del 1276, aquestes eleccions han estat conclaves papals, unes eleccions que segueixen un conjunt de regles i procediments desenvolupats a l'Ubi periculum (1274) i més tard en butlles papals. El procediment va variar fins al 1294, però des de llavors totes les eleccions papals han seguit uns procediments relativament similars.
Tot i que els cardenals, històricament, s'han reunit en un grapat d'ubicacions tant de Roma com d'altres indrets, des del 1455 només hi ha hagut cinc eleccions a fora del Palau Vaticà. Vint-i-vuit eleccions papals s'han celebrat a fora de Roma, concretament a Terracina (1088), Cluny (1119), Velletri (1181), Verona (1185), Ferrara (octubre de 1187), Pisa (desembre de 1187), Perusa (1216, 1264–1265, 1285, 1292–1294, 1304–1305), Anagni (1243), Nàpols (1254, 1294), Viterbo (1261, 1268–1271, juliol de 1276, agost–setembre de 1276, 1277, 1281–1282), Arezzo (gener de 1276), Carpentràs/Lió (1314–1316), Avinyó (1334, 1342, 1352, 1362, 1370), Constança (1417) i Venècia (1799–1800). Tres eleccions van canviar d'ubicació durant el procés: les de 1268–71, 1292–94 i 1314–16.

## Eleccions papals
Les eleccions que van elegir persones considerades actualment per l'Església com a antipapes estan en cursiva.

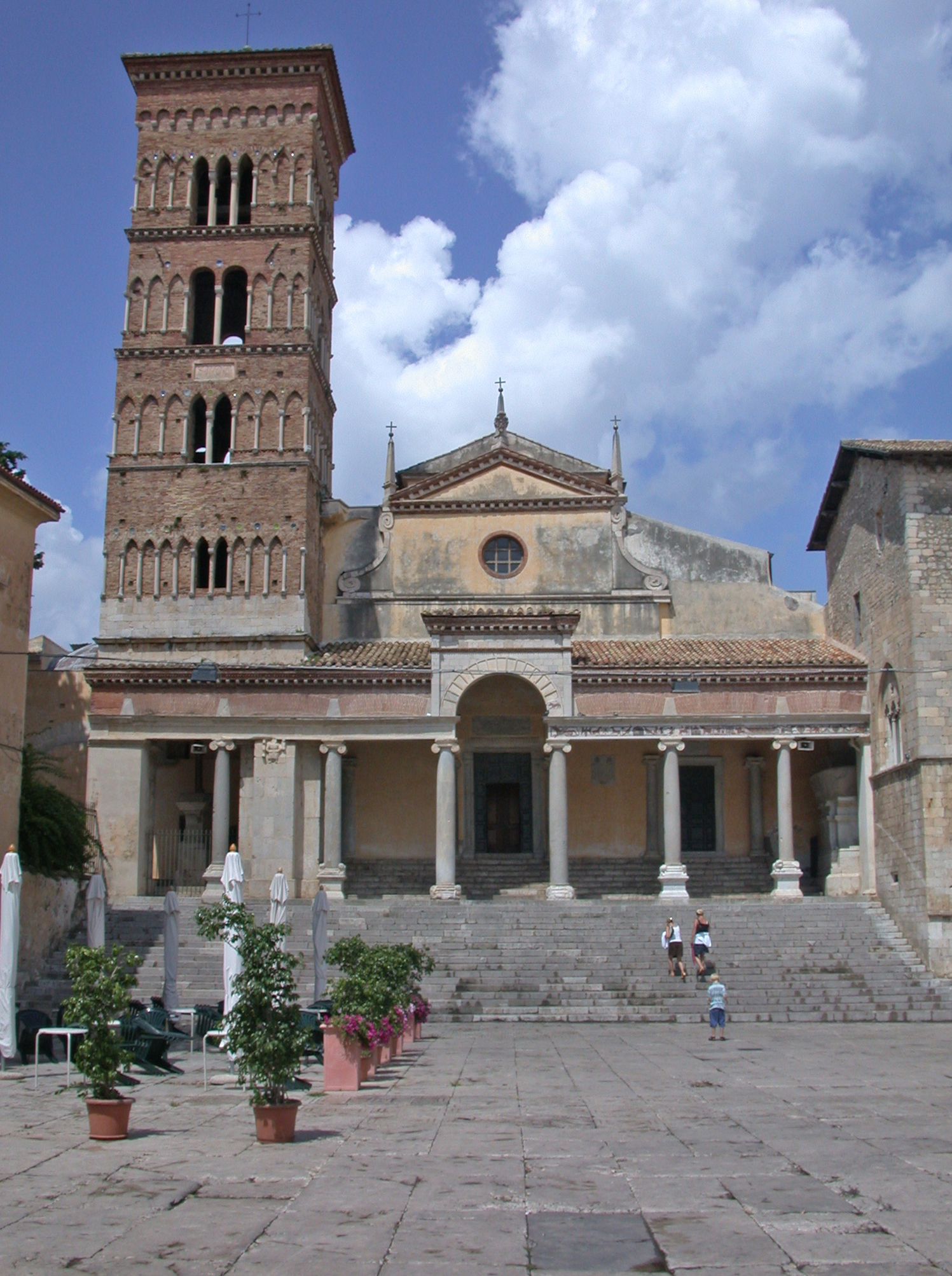
Terracina fou el primer indret on s'elegí un papa fora de Roma.

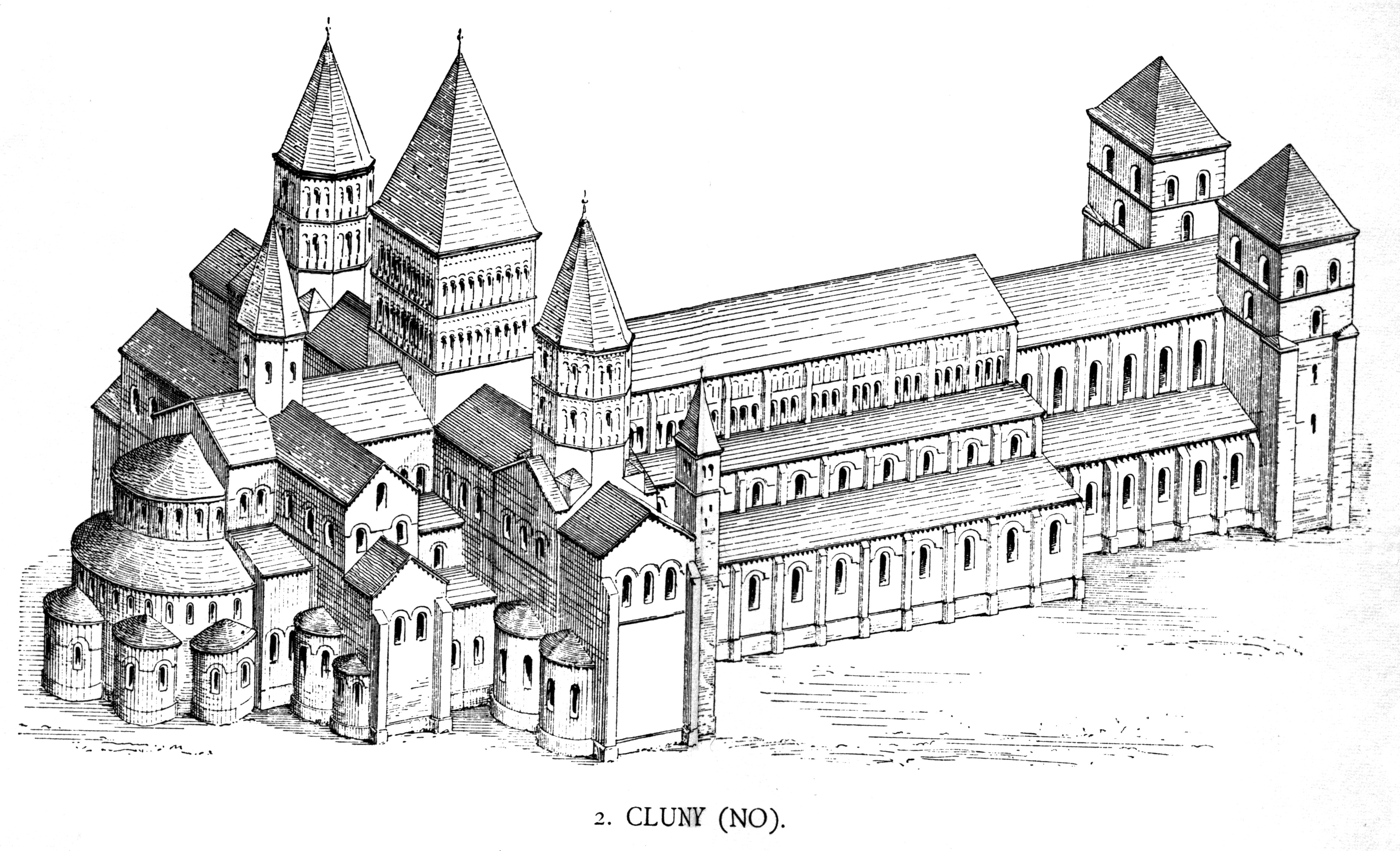
L'elecció papal de 1119 va ser a l'abadia de Cluny per l'expulsió del papa Gelasi II de Roma per part d'Enric V, l'emperador Romà que seguí la Lluita de les investidures.

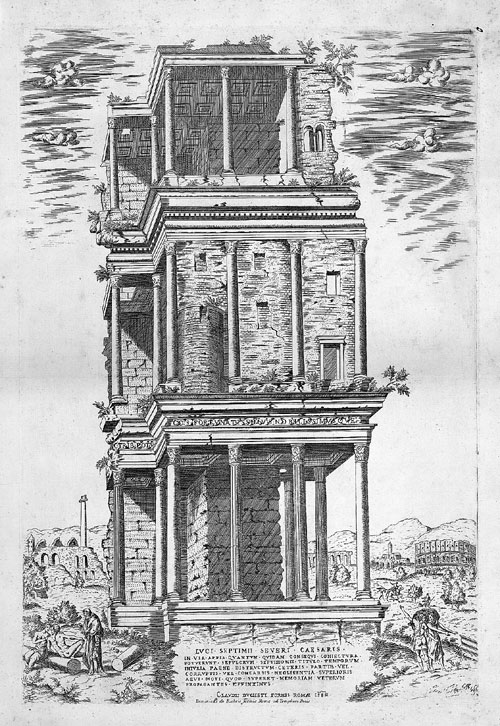
El senador Matteo Rosso Orsini va tancar els cardenals al Septizodium durant l'elecció del 1241.

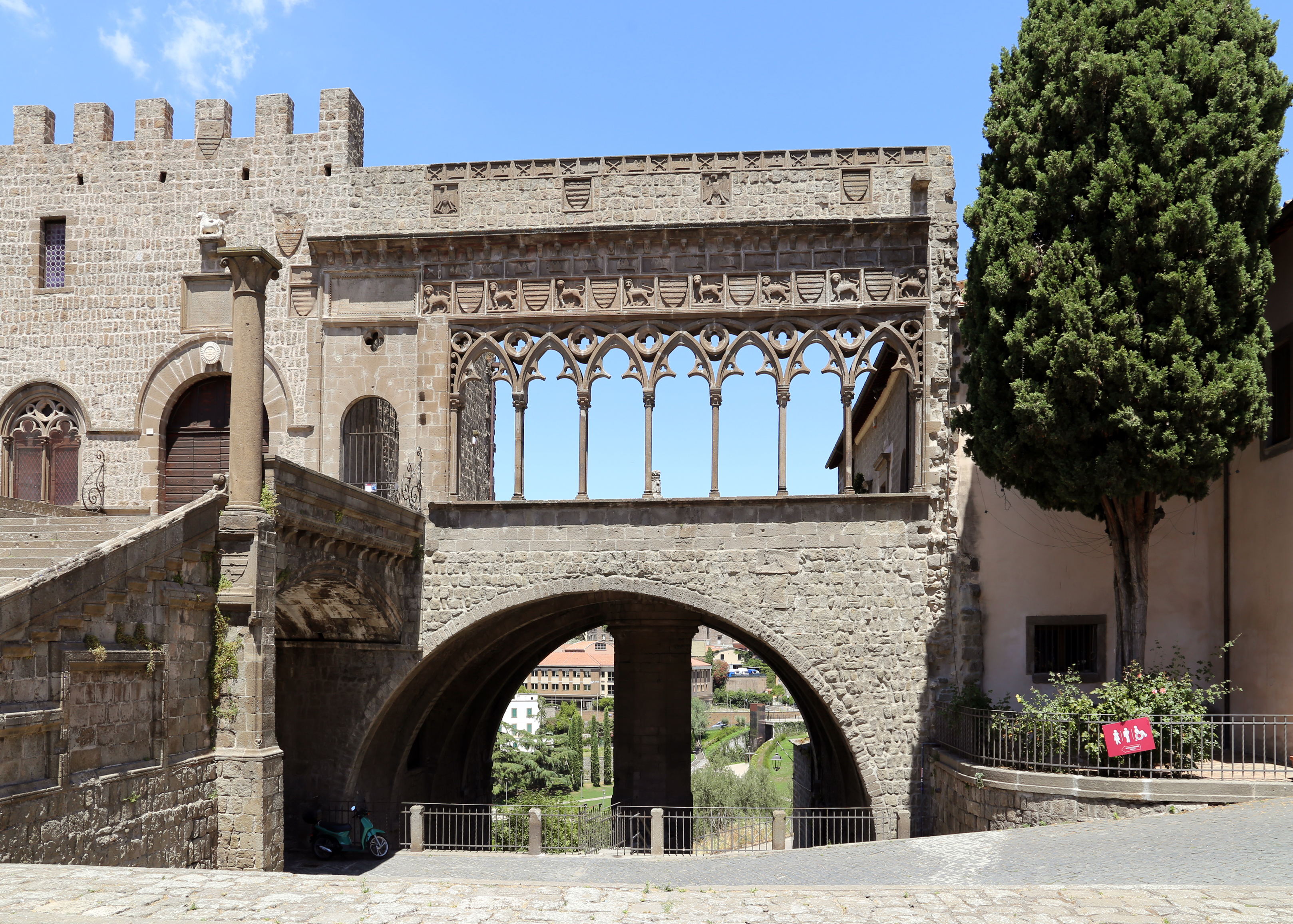
Els Magistrats de Viterbo van treure el sostre del Palau del papa de Viterbo durant l'elecció del 1268–71 i va fer sortir a dos cardenals electors del Palau durant l'elecció del 1280–81.

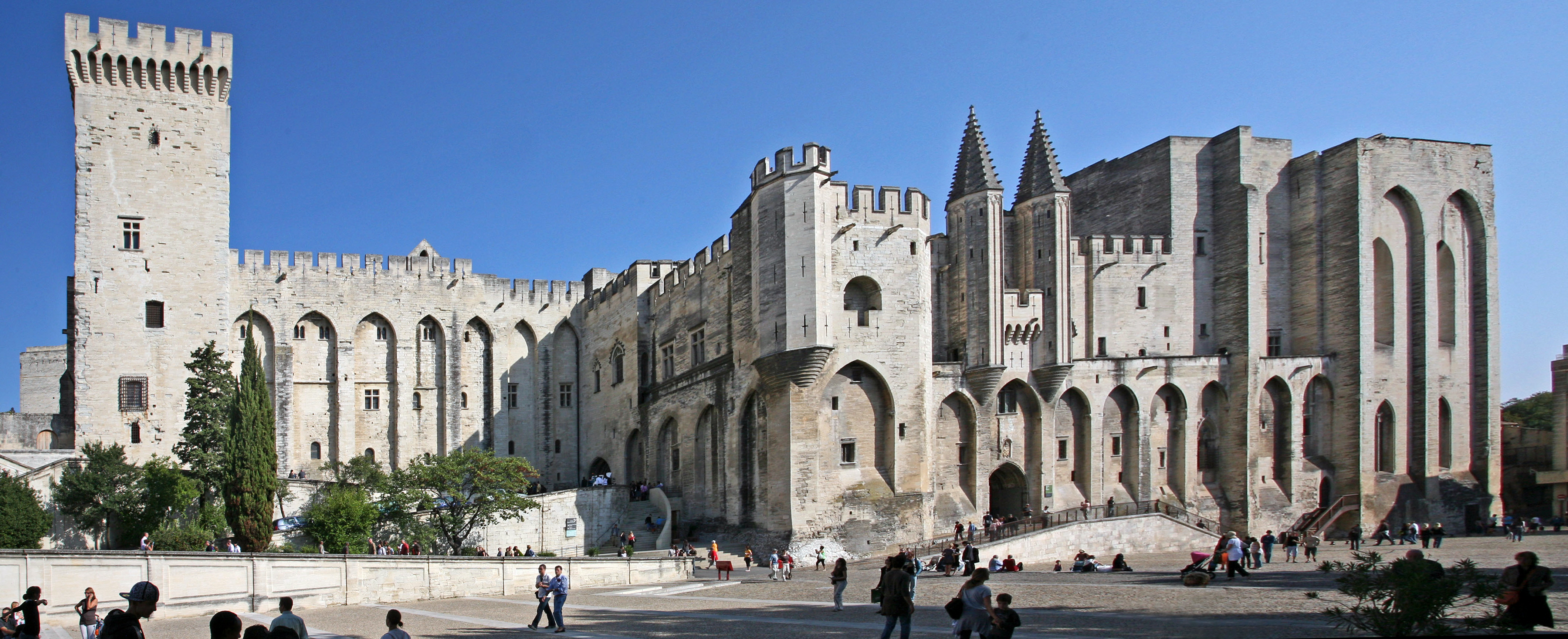
El Palau dels Papes fou on celebraren més conclaves papals durant el Papat d'Avinyó.

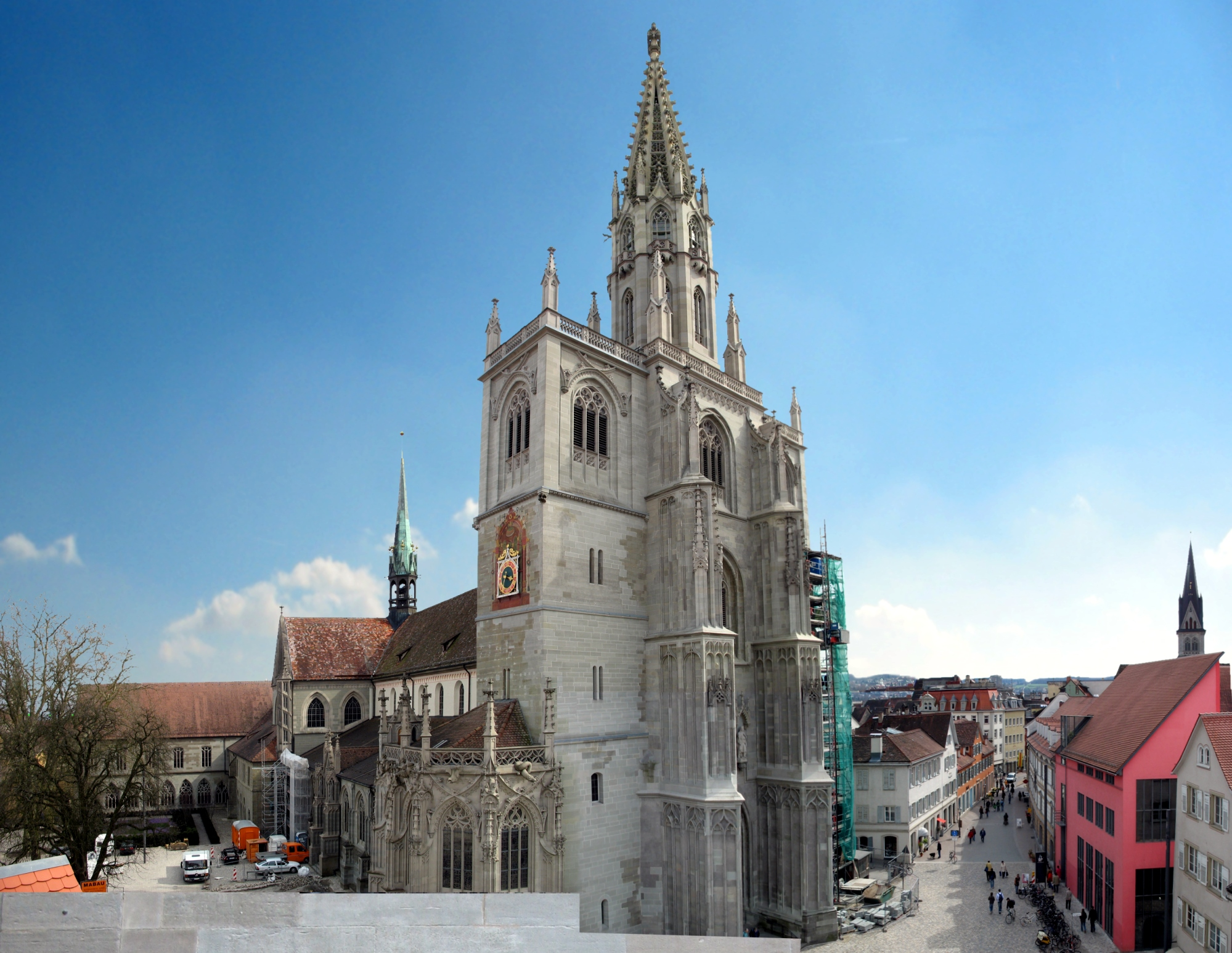
La catedral de Constança va ser on se celebrà el Concili de Constança, l'última elecció papal fora d'Itàlia.

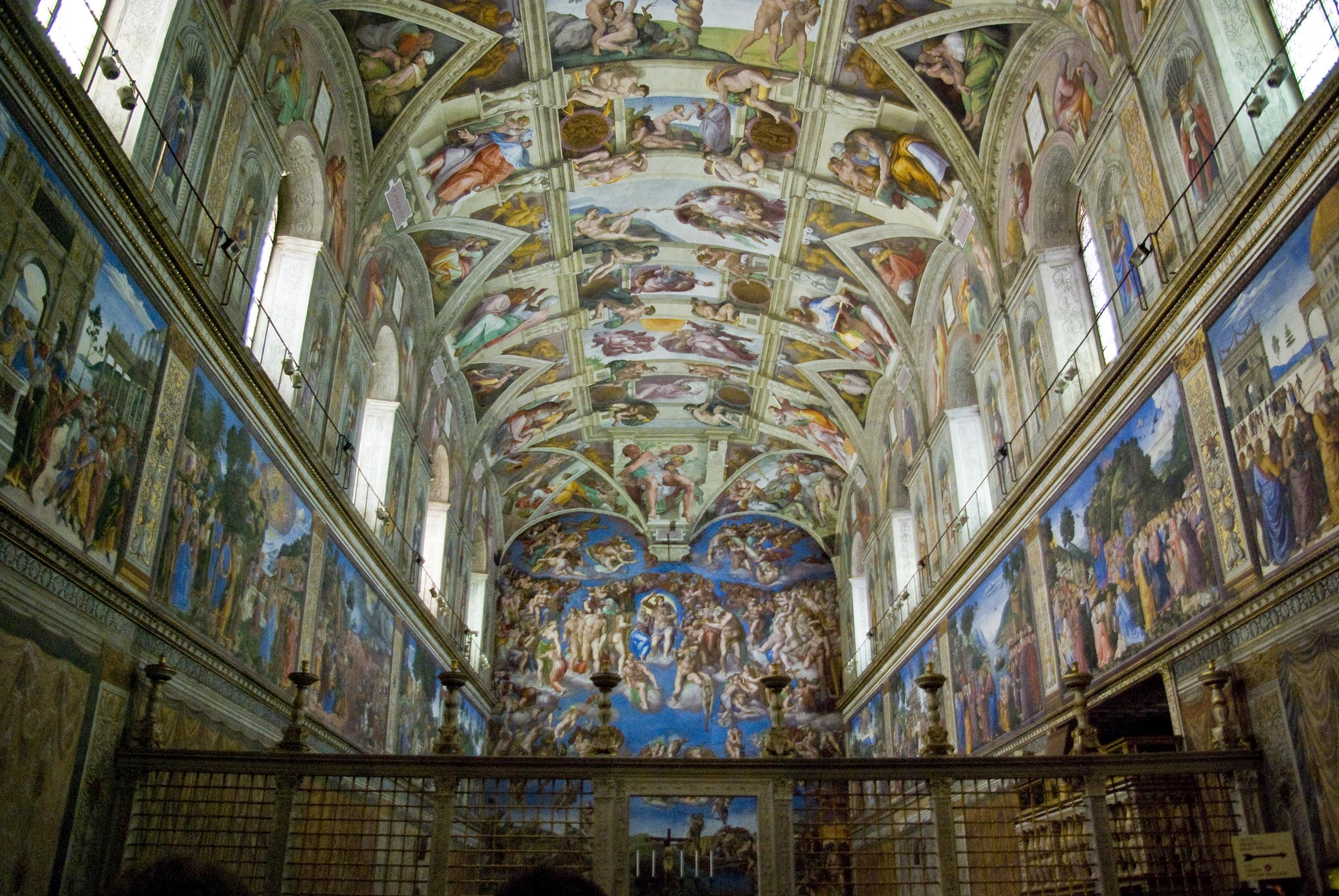
El Conclave de 1492 va ser el primer en celebrar-se a la Capella Sixtina del Palau Vaticà, on s'han celebrat tots els conclaves des del 1878.

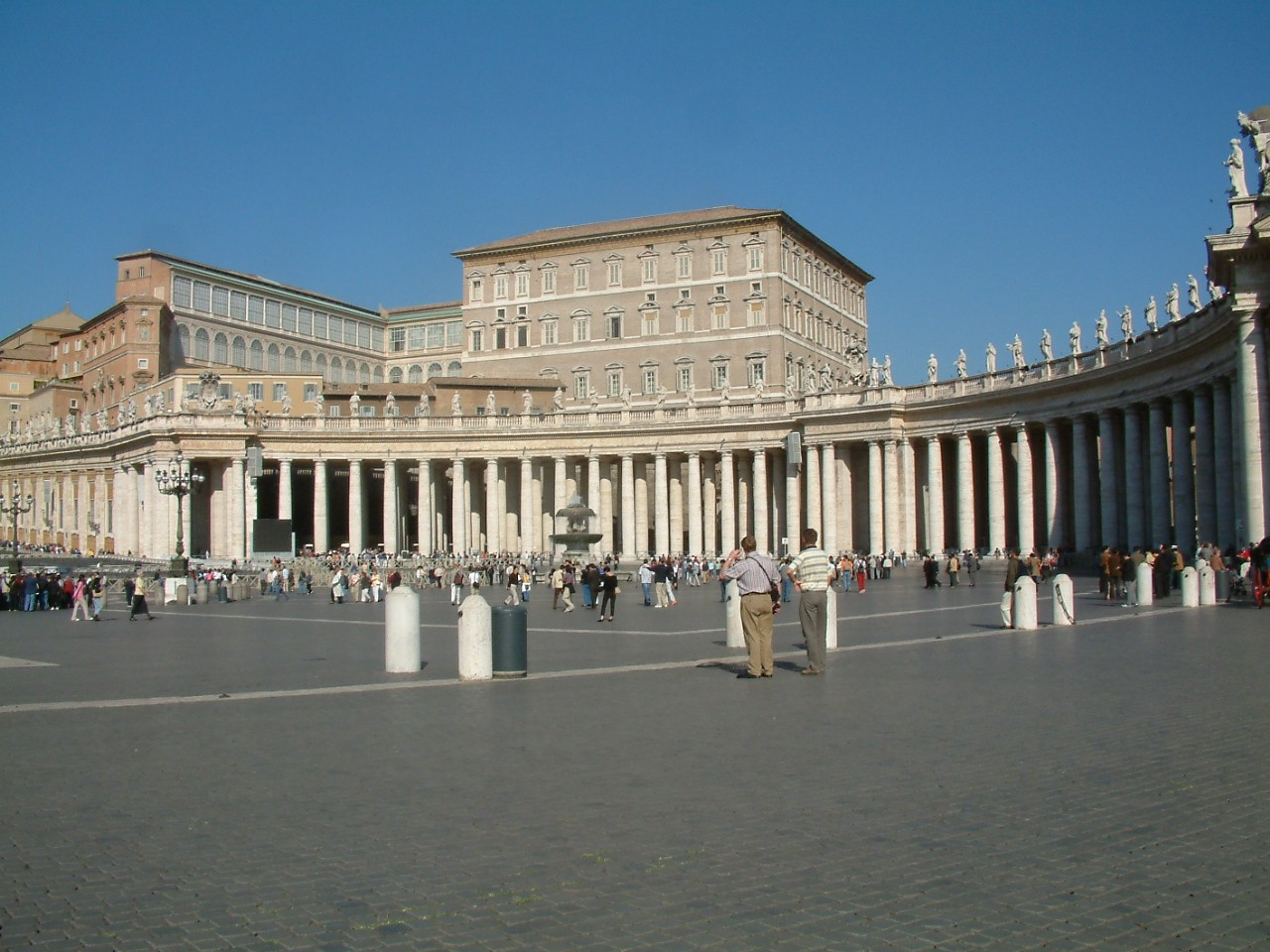
Des del 1455 tots els conclaves menys cinc s'han celebrat al Palau Vaticà.

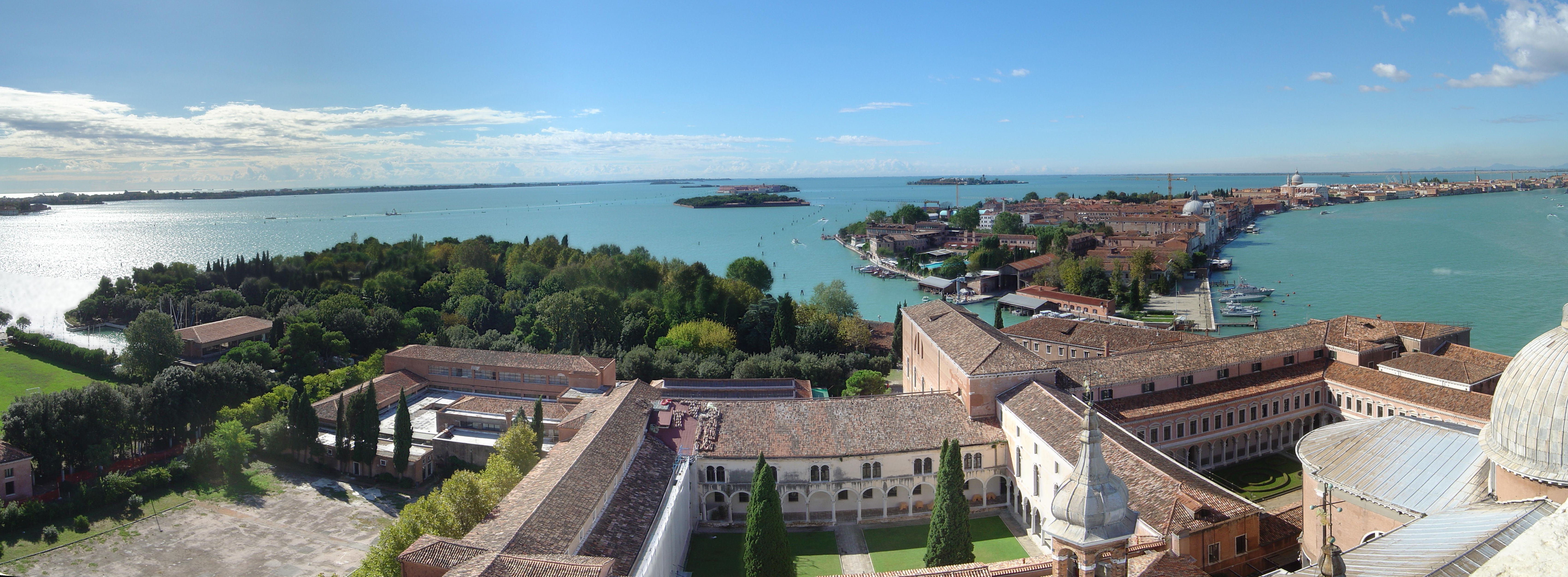
El conclave papal del 1799–1800 es va celebrar al Monestir de San Giorgio de Venècia, l'última elecció a fora de Roma.

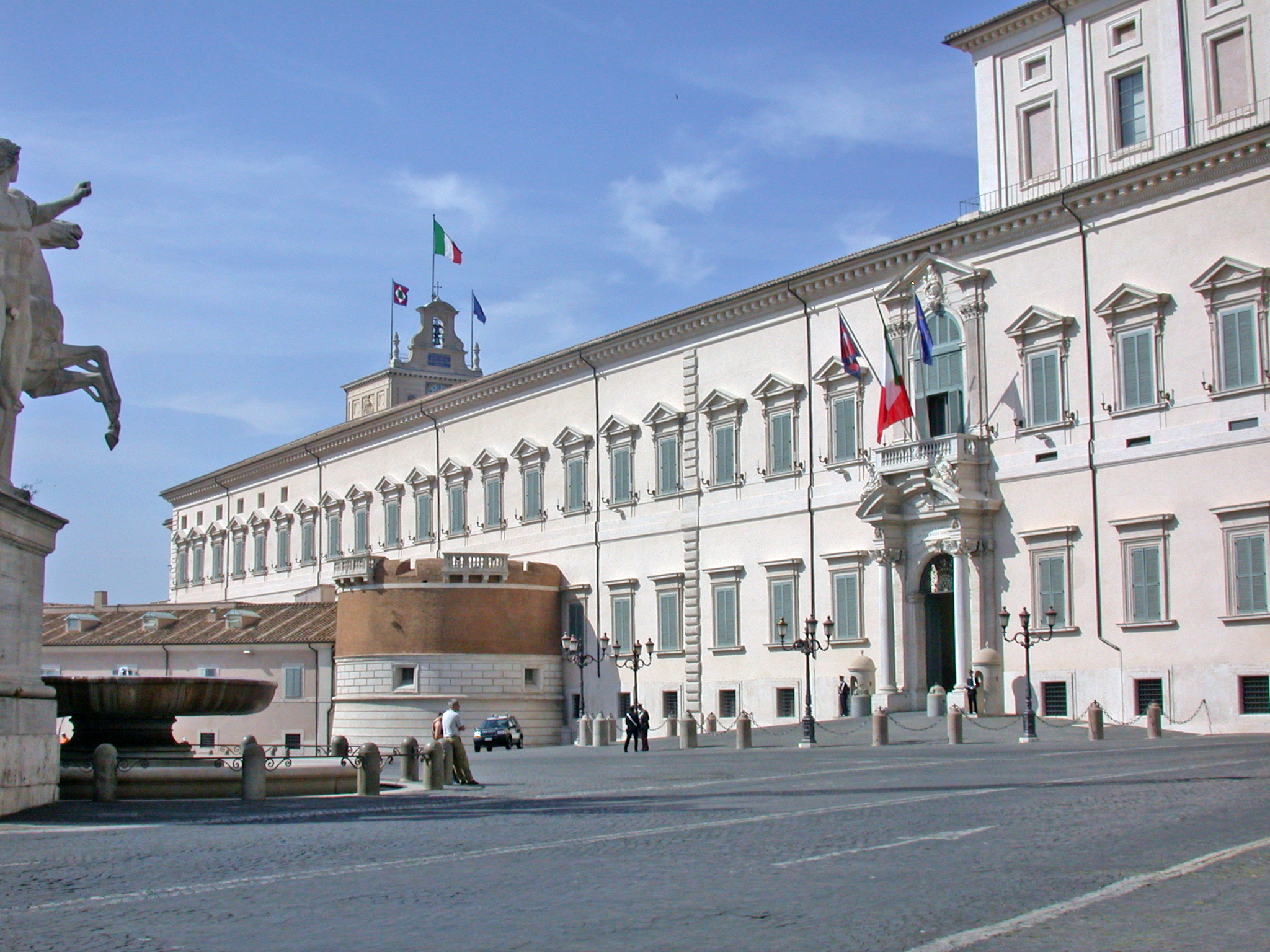
El palau del Quirinal acollí els quatre conclaves abans de la confiscació de Roma per les forces de la unificació italiana.

| Elecció                          | Papa elegit           | Indret                                                                                                 | Ref(s)          |
| -------------------------------- | --------------------- | --- | --------------- |
| Elecció papal de 1061            | Alexandre II          | San Pietro in Vincoli (Roma)                                                                           | [ 2 ]           |
| Elecció papal de 1073            | Papa Gregori VII      | San Pietro in Vincoli (Roma)                                                                           | [ 3 ]           |
| Elecció papal de 1086            | Papa Víctor III       | S. Llúcia de Sepitisolio (Roma)                                                                        | [ 4 ]           |
| Elecció papal de 1088            | Papa Urbà II          | SS. Pietro e Cesareo (Terracina)                                                                       | [ 5 ]           |
| Elecció papal de 1099            | Pasqual II            | Sant Climent del Laterà (Roma)                                                                         | [ 5 ]           |
| Elecció papal de 1118            | Papa Gelasi II        | Monestir benedictí del Palatí (Roma)                                                                   | [ 6 ]           |
| Elecció papal de 1119            | Papa Calixt II        | Abadia de Cluny (França)                                                                               | [ 7 ]           |
| Elecció papal de 1124            | Honori II             | San Pancrazio (Roma)                                                                                   | [ 8 ]           |
| Elecció papal de 1130            | Papa Innocenci II     | San Gregorio Magno al Celio (Roma)                                                                     | [ 9 ]           |
| Elecció papal de 1130            | Antipapa Anaclet II   | Sant Marc de Roma (Roma)                                                                               | [ 9 ]           |
| Elecció papal de 1143            | Papa Celestí II       | Sant Joan del Laterà (Roma)                                                                            | [ 10 ]          |
| Elecció papal de 1144            | Papa Luci II          | (Roma)                                                                                                 | [ 10 ]          |
| Elecció papal de 1145            | Papa Eugeni III       | San Caesareo de Appia (Roma)                                                                           | [ 10 ]          |
| Elecció papal de 1153            | Papa Anastasi IV      | (Roma)                                                                                                 | [ 10 ]          |
| Elecció papal de 1154            | Papa Adrià IV         | Antiga basílica de Sant Pere (Roma)                                                                    | [ 11 ]          |
| Elecció papal de 1159            | Papa Alexandre III    | Antiga basílica de Sant Pere (Roma)                                                                    | [ 12 ]          |
| Elecció papal de 1159            | Antipapa Víctor IV    | Antiga basílica de Sant Pere (Roma)                                                                    | [ 12 ]          |
| Elecció papal de 1181            | Papa Luci III         | (Roma)                                                                                                 | [ 13 ]          |
| Elecció papal de 1185            | Papa Urbà III         | (Verona)                                                                                               | [ 13 ]          |
| Elecció papal de 1187 (octubre)  | Papa Gregori VIII     | (Ferrara)                                                                                              | [ 14 ]          |
| Elecció papal de 1187 (desembre) | Papa Climent III      | (Pisa)                                                                                                 | [ 15 ]          |
| Elecció papal de 1191            | Papa Celestí III      | (Roma)                                                                                                 | [ 15 ]          |
| Elecció papal de 1198            | Papa Innocenci III    | Septizodium (Roma)                                                                                     | [ 15 ]          |
| Elecció papal de 1216            | papa Honori III       | Palazzo delle Canoniche (Perusa)                                                                       | [ 15 ]          |
| Elecció papal de 1227            | Papa Gregori IX       | Septizodium (Roma)                                                                                     | [ 16 ]          |
| Elecció papal de 1241            | Papa Celestí IV       | Septizodium (Roma)                                                                                     | [ 17 ]          |
| Elecció papal de 1243            | Papa Innocenci IV     | (Anagni)                                                                                               | [ 18 ]          |
| Elecció papal de 1254            | Papa Alexandre IV     | (Nàpols)                                                                                               | [ 19 ]          |
| Elecció papal de 1261            | Papa Urbà IV          | Catedral de Viterbo                                                                                    | [ 19 ]          |
| Elecció papal de 1264–65         | Papa Climent IV       | Palazzo delle Canoniche (Perusa)                                                                       | [ 20 ]          |
| Elecció papal de 1268–71         | Papa Gregori X        | Catedral de Viterbo Palau del Papa de Viterbo                                                          | [ 21 ]          |
| Conclave de 1276 (gener)         | Papa Innocenci V      | Catedral d'Arezzo                                                                                      | [ 22 ]          |
| Conclave de 1276 (juliol)        | Papa Adrià V          | Sant Joan del Laterà (Roma)                                                                            | [ 23 ] [ 24 ]   |
| Elecció papal de 1276 (setembre) | Papa Joan XXI         | Palau del Papa de Viterbo                                                                              | [ 25 ]          |
| Elecció papal de 1277            | Papa Nicolau III      | Palau del Papa de Viterbo                                                                              | [ 25 ]          |
| Elecció papal de 1280–81         | Papa Martí IV         | Palau del Papa de Viterbo                                                                              | [ 26 ]          |
| Elecció papal de 1285            | Honori IV             | Palazzo delle Canoniche (Perusa)                                                                       | [ 27 ]          |
| Elecció papal de 1287–88         | Papa Nicolau IV       | Corte Savella, a prop de Santa Sabina (Roma)                                                           | [ 28 ]          |
| Elecció papal de 1292–94         | Papa Celestí V        | Basílica de Santa Maria Major (Roma) Santa Maria sopra Minerva (Roma) Palazzo delle Canoniche (Perusa) | [ 29 ]          |
| Conclave de 1294                 | Papa Bonifaci VIII    | Castell Nou de Nàpols (Nàpols)                                                                         | [ 30 ]          |
| Conclave de 1303                 | Papa Benet XI         | Sant Joan del Laterà (Roma)                                                                            | [ 31 ]          |
| Conclave de 1304–05              | Papa Climent V        | Catedral de Perusa                                                                                     | [ 32 ]          |
| Conclave de 1314–16              | Papa Joan XXII        | Catedral de Carpentràs Casa dels dominics a Lió                                                        | [ 33 ]          |
| Conclave de 1334                 | Papa Benet XII        | Palau dels Papes (Avinyó)                                                                              | [ 34 ]          |
| Conclave de 1342                 | Papa Climent VI       | Palau dels Papes (Avinyó)                                                                              | [ 35 ]          |
| Conclave de 1352                 | Papa Innocenci VI     | Palau dels Papes (Avinyó)                                                                              | [ 36 ]          |
| Conclave de 1362                 | Papa Urbà V           | Palau dels Papes (Avinyó)                                                                              | [ 37 ]          |
| Conclave de 1370                 | Papa Gregori XI       | Palau dels Papes (Avinyó)                                                                              | [ 38 ]          |
| Conclave de 1378                 | Papa Urbà VI          | Antiga basílica de Sant Pere (Roma)                                                                    | [ 39 ]          |
| Conclave d'Avinyó de 1378        | Antipapa Climent VII  | (Fondi)                                                                                                | [ 39 ]          |
| Conclave de 1389                 | Papa Bonifaci IX      | Palau Vaticà (Roma)                                                                                    | [ 40 ]          |
| Conclave d'Avinyó de 1394        | Antipapa Benet XIII   | Palau dels Papes (Avinyó)                                                                              | [ 41 ]          |
| Conclave de 1404                 | Papa Innocenci VII    | (Roma)                                                                                                 | [ 42 ]          |
| Conclave de 1406                 | Papa Gregori XII      | (Roma)                                                                                                 | [ 43 ]          |
| Concili de Pisa de 1409          | Antipapa Alexandre V  | (Pisa)                                                                                                 | [ 44 ]          |
| Conclave de Pisa de 1410         | Antipapa Joan XXIII   | Basílica de Sant Petroni (Bologna)                                                                     | [ 45 ]          |
| Concili de Constança de 1417     | papa Martí V          | Catedral de Constança                                                                                  | [ 46 ]          |
| Conclave d'Avinyó de 1423        | Antipapa Climent VIII | (Peníscola)                                                                                            | [ 47 ]          |
| Conclave de 1431                 | Papa Eugeni IV        | Santa Maria sopra Minerva (Roma)                                                                       | [ 48 ] [ 49 ]   |
| Concili de Florència de 1439     | Antipapa Fèlix V      | Catedral de Basilea                                                                                    | [ 50 ]          |
| Conclave de 1447                 | Papa Nicolau V        | Santa Maria sopra Minerva (Roma)                                                                       | [ 49 ] [ 51 ]   |
| Conclave de 1455                 | Papa Calixt III       | Palau Vaticà (Roma)                                                                                    | [ 49 ] [ 52 ]   |
| Conclave de 1458                 | Papa Pius II          | Palau Vaticà (Roma)                                                                                    | [ 53 ] [ 54 ]   |
| Conclave de 1464                 | Papa Pau II           | Palau Vaticà (Roma), Capella Parva (votacions) i Capella Magna (residència)                            | [ 49 ] [ 55 ]   |
| Conclave de 1471                 | Papa Sixt IV          | Palau Vaticà (Roma)                                                                                    | [ 56 ]          |
| Conclave de 1484                 | Papa Innocenci VIII   | Palau Vaticà (Roma)                                                                                    | [ 57 ]          |
| Conclave de 1492                 | Papa Alexandre VI     | Palau Vaticà (Roma), Capella Sixtina                                                                   | [ 58 ]          |
| Conclave de 1503 (setembre)      | Papa Pius III         | Palau Vaticà (Roma)                                                                                    | [ 59 ]          |
| Conclave de 1503 (octubre)       | Papa Juli II          | Palau Vaticà (Roma)                                                                                    | [ 60 ]          |
| Conclave de 1513                 | Papa Lleó X           | Palau Vaticà (Roma), Capella Sixtina                                                                   | [ 49 ] [ 61 ]   |
| Conclave de 1521–22              | Papa Adrià VI         | Palau Vaticà (Roma)                                                                                    | [ 62 ]          |
| Conclave de 1523                 | Papa Climent VII      | Palau Vaticà (Roma)                                                                                    | [ 63 ]          |
| Conclave de 1534                 | Papa Pau III          | Palau Vaticà (Roma), Capella Parva                                                                     | [ 49 ] [ 64 ]   |
| Conclave de 1549–50              | Papa Juli III         | Palau Vaticà (Roma), Capella Paolina                                                                   | [ 65 ]          |
| Conclave de 1555 (abril)         | Papa Marcel II        | Palau Vaticà (Roma)                                                                                    | [ 66 ]          |
| Conclave de 1555 (maig)          | Papa Pau IV           | Palau Vaticà (Roma)                                                                                    | [ 67 ]          |
| Conclave de 1559                 | Papa Pius IV          | Palau Vaticà (Roma), Capella Paolina                                                                   | [ 49 ] [ 68 ]   |
| Conclave de 1565–66              | Papa Pius V           | Palau Vaticà (Roma)                                                                                    | [ 69 ]          |
| Conclave de 1572                 | Papa Gregori XIII     | Palau Vaticà (Roma)                                                                                    | [ 70 ]          |
| Conclave de 1585                 | Papa Sixt V           | Palau Vaticà (Roma)                                                                                    | [ 71 ]          |
| Conclave de 1590 (setembre)      | Papa Urbà VII         | Palau Vaticà (Roma)                                                                                    | [ 72 ]          |
| Conclave de 1590 (tardor)        | Papa Gregori XIV      | Palau Vaticà (Roma)                                                                                    | [ 73 ]          |
| Conclave de 1591                 | Papa Innocenci IX     | Palau Vaticà (Roma)                                                                                    | [ 74 ]          |
| Conclave de 1592                 | Papa Climent VIII     | Palau Vaticà (Roma)                                                                                    | [ 75 ]          |
| Conclave de 1605 (març)          | Papa Lleó XI          | Palau Vaticà (Roma)                                                                                    | [ 76 ]          |
| Conclave de 1605 (maig)          | Papa Pau V            | Palau Vaticà (Roma)                                                                                    | [ 77 ]          |
| Conclave de 1621                 | Papa Gregori XV       | Palau Vaticà (Roma)                                                                                    | [ 78 ]          |
| Conclave de 1623                 | Papa Urbà VIII        | Palau Vaticà (Roma)                                                                                    | [ 79 ]          |
| Conclave de 1644                 | Papa Innocenci X      | Palau Vaticà (Roma)                                                                                    | [ 80 ]          |
| Conclave de 1655                 | Papa Alexandre VII    | Palau Vaticà (Roma)                                                                                    | [ 81 ]          |
| Conclave de 1667                 | Papa Climent IX       | Palau Vaticà (Roma)                                                                                    | [ 82 ]          |
| Conclave de 1669–70              | Papa Climent X        | Palau Vaticà (Roma)                                                                                    | [ 83 ]          |
| Conclave de 1676                 | Papa Innocenci XI     | Palau Vaticà (Roma)                                                                                    | [ 84 ]          |
| Conclave de 1689                 | Papa Alexandre VIII   | Palau Vaticà (Roma)                                                                                    | [ 85 ]          |
| Conclave de 1691                 | Papa Innocenci XII    | Palau Vaticà (Roma)                                                                                    | [ 86 ]          |
| Conclave de 1700                 | Papa Climent XI       | Palau Vaticà (Roma)                                                                                    | [ 87 ]          |
| Conclave de 1721                 | Papa Innocenci XIII   | Palau Vaticà (Roma)                                                                                    | [ 88 ]          |
| Conclave de 1724                 | Papa Benet XIII       | Palau Vaticà (Roma)                                                                                    | [ 89 ]          |
| Conclave de 1730                 | Papa Climent XII      | Palau Vaticà (Roma)                                                                                    | [ 90 ]          |
| Conclave de 1740                 | Papa Benet XIV        | Palau Vaticà (Roma)                                                                                    | [ 91 ]          |
| Conclave de 1758                 | Papa Climent XIII     | Palau Vaticà (Roma)                                                                                    | [ 92 ]          |
| Conclave de 1769                 | Papa Climent XIV      | Palau Vaticà (Roma)                                                                                    | [ 93 ]          |
| Conclave de 1774–75              | Papa Pius VI          | Palau Vaticà (Roma)                                                                                    | [ 94 ]          |
| Conclave de 1799–1800            | Papa Pius VII         | Monestir de San Giorgio (Venècia)                                                                      | [ 95 ]          |
| Conclave de 1823                 | Papa Lleó XII         | Palau del Quirinal (Roma)                                                                              | [ 96 ]          |
| Conclave de 1829                 | Papa Pius VIII        | Palau del Quirinal (Roma)                                                                              | [ 97 ]          |
| Conclave de 1830–31              | Papa Gregori XVI      | Palau del Quirinal (Roma)                                                                              | [ 98 ]          |
| Conclave de 1846                 | Papa Pius IX          | Palau del Quirinal (Roma)                                                                              | [ 99 ]          |
| Conclave de 1878                 | Papa Lleó XIII        | Palau Vaticà (Roma), Capella Sixtina                                                                   | [ 100 ]         |
| Conclave de 1903                 | Papa Pius X           | Palau Vaticà (Roma), Capella Sixtina                                                                   | [ 101 ]         |
| Conclave de 1914                 | Papa Benet XV         | Palau Vaticà (Roma), Capella Sixtina                                                                   | [ 102 ]         |
| Conclave de 1922                 | Papa Pius XI          | Palau Vaticà (Roma), Capella Sixtina                                                                   | [ 103 ]         |
| Conclave de 1939                 | Papa Pius XII         | Palau Vaticà (Ciutat del Vaticà), Capella Sixtina                                                      | [ 104 ]         |
| Conclave de 1958                 | Papa Joan XXIII       | Palau Vaticà (Ciutat del Vaticà), Capella Sixtina                                                      | [ 105 ]         |
| Conclave de 1963                 | Papa Pau VI           | Palau Vaticà (Ciutat del Vaticà), Capella Sixtina                                                      | [ 106 ]         |
| Conclave de 1978 (agost)         | Papa Joan Pau I       | Palau Vaticà (Ciutat del Vaticà), Capella Sixtina                                                      | [ 107 ]         |
| Conclave de 1978 (octubre)       | Papa Joan Pau II      | Palau Vaticà (Ciutat del Vaticà), Capella Sixtina                                                      | [ 107 ]         |
| Conclave de 2005                 | Papa Benet XVI        | Palau Vaticà (Ciutat del Vaticà), Capella Sixtina                                                      | [ 108 ]         |
| Conclave de 2013                 | Papa Francesc         | Palau Vaticà (Ciutat del Vaticà), Capella Sixtina                                                      | [ 109 ] [ 110 ] |
| Conclave de 2025                 | Per determinar        | Palau Vaticà (Ciutat del Vaticà), Capella Sixtina                                                      |                 |